# Dipólusgráf
A matematika, azon belül a gráfelmélet területén egy dipólusgráf (dipole graph, dipole, bond graph) olyan multigráf, melyet két csúcs és a közöttük húzódó többszörös élek alkotnak. Az n éllel rendelkező dipólusgráfot n rendű dipólusgráfnak nevezik, jelölése Dn. Az n rendű dipólusgráf a Cn körgráf duálisa.